# Will Piper
Will Piper è il protagonista della trilogia di romanzi scritta da Glenn Cooper composta da La biblioteca dei morti (2009), Il libro delle anime (2010) e I custodi della biblioteca (2012).

## Il personaggio
Will Piper è un agente speciale dell'FBI ormai a fine carriera. Viene considerato uno dei più grandi profiler della storia dell'Ufficio Investigativo Federale.
Bello fisicamente, alto oltre un metro e ottanta, spalle larghe ed occhi blu elettrico gli hanno permesso di essere considerato un donnaiolo, prima che alcool e ozio rendessero il suo fisico fuori forma col passare degli anni. Egli è brillante ma problematico: un uomo dal carattere ribelle e impegnato in una costante lotta contro i propri demoni.
Ha studiato dal 1979 ad Harvard insieme a Jim Zeckendorf, Alex Dinnerstein e Mark Shackleton, (che poi si riveleranno protagonisti soprattutto del primo capitolo della trilogia).
Al termine degli studi ha trascorso qualche anno in giro per la Florida facendo l'insegnante e l'allenatore di football finché non si liberò un posto nell'ufficio dello sceriffo della contea, che lo porto quindi a seguire le orme del padre, ormai ex vicesceriffo di Panama City.
Piper è stato sposato per tre volte: il matrimonio con la sua prima moglie, Melanie, è durato all'incirca tre anni ed ha portato al concepimento di Laura; il secondo matrimonio è stato quello meno rilevante mentre l'ultimo è parte integrante dell'intera trilogia: si tratta infatti di quello con Nancy Lipinski, collega dello stesso Piper, con la quale avrà un bambino di nome Phillip Weston nato nel 2010.
Nell'FBI Piper ha avuto una carriera con alti e bassi; dopo aver raggiunto il ruolo di direttore del dipartimento, il suo comportamento lo ha portato ad essere degradato ad agente speciale e proprio questo episodio gli ha permesso sia di venire a conoscenza della Biblioteca, sia di relazionarsi con la sua futura moglie Nancy.

## Genesi del personaggio
L'autore Glenn Cooper ha dichiarato che: "una mattina mentre era al lavoro ad un certo punto ebbe come una visione"; gli apparve infatti "un uomo con le spalle larghe e coi capelli biondi senza aver la minima idea di chi egli fosse." Proprio quell'apparizione sarebbe poi diventata Will Piper.